# Вулька (Люблінський повіт)
Вулька (пол. Wólka) — село в Польщі, у гміні Вулька Люблінського повіту Люблінського воєводства. Населення — 501 особа (2011).

## Історія
У 1827 році в селі Вулька Якубовицька було 5 домів і 47 мешканців. У часи входження до Російської імперії була центром гміни Вулька Люблінського повіту Люблінської губернії. Належала до римо-католицької парафії Чвартека (Люблина). Близько 1893 року в селі постійно проживало 87 православних, 24 євреїв і 20 протестантів.
За німецьким переписом 1943 року, більше половини населення села становили росіяни.
У 1975—1998 роках село належало до Люблінського воєводства.

## Демографія
Демографічна структура станом на 31 березня 2011 року:
|          | Загалом | Допрацездатний вік | Працездатний вік | Постпрацездатний вік |
| -------- | ------- | ------------------ | ---------------- | -------------------- |
| Чоловіки | 249     | 62                 | 170              | 17                   |
| Жінки    | 252     | 49                 | 161              | 42                   |
| Разом    | 501     | 111                | 331              | 59                   |